# Fyrishov

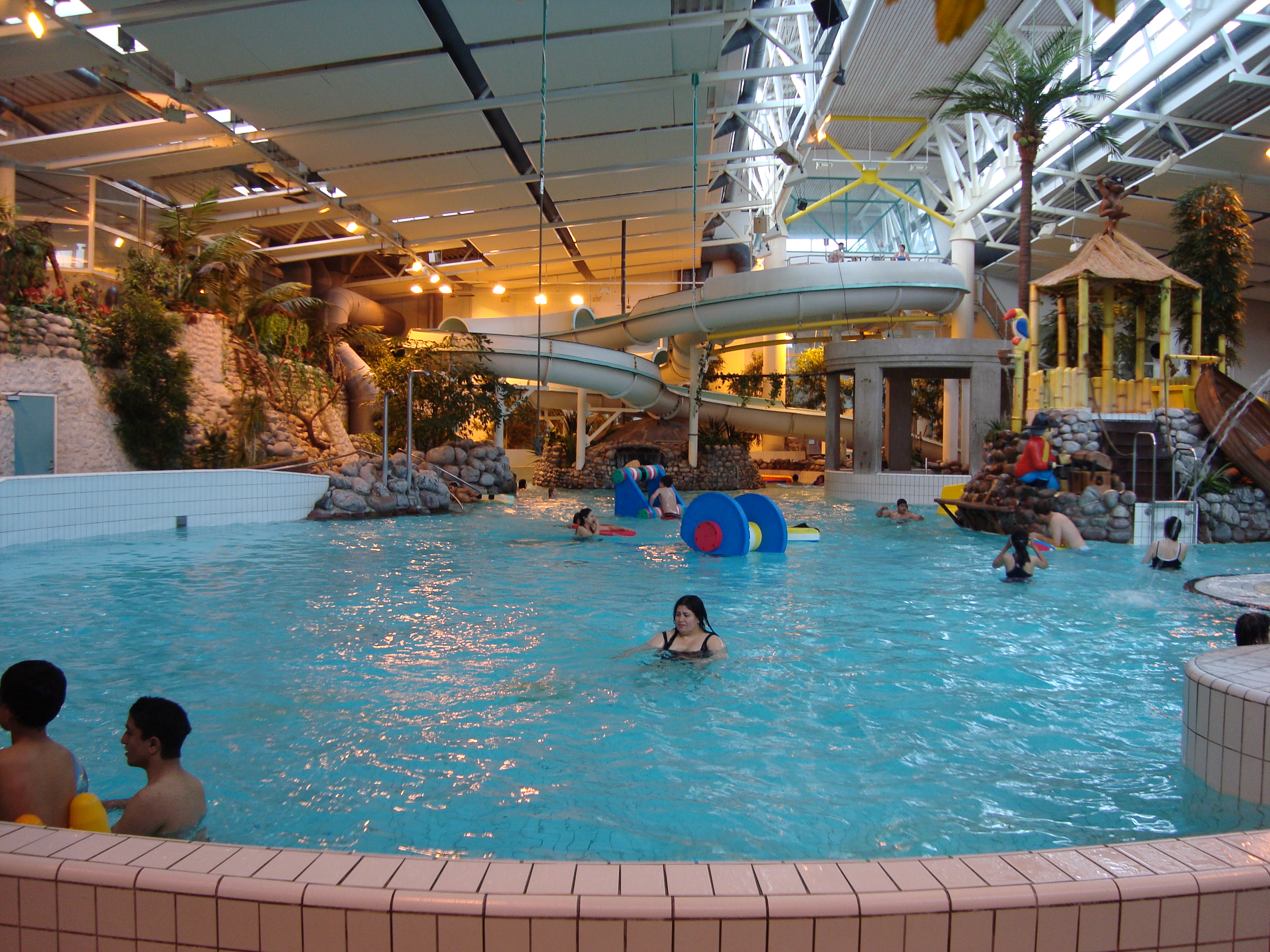
A piscina recreativa de Fyrishov com temperatura tropical

A Fyrishov ( ouça a pronúncia) é uma arena multi-desportiva localizada no bairro de Svartbäcken, na cidade de Uppsala, na Suécia, vocacionada para acolher atividades e competições desportivas, espetáculos artísticos e culturais e outros eventos. Compreende também um complexo de piscinas recreativas e de competição, um parque de campismo, um restaurante e um café. 